# Chiron hovanus
Chiron hovanus är en skalbaggsart som beskrevs av Leon Fairmaire 1901. Chiron hovanus ingår i släktet Chiron och familjen bladhorningar. Inga underarter finns listade i Catalogue of Life.